# 尼沃海恩

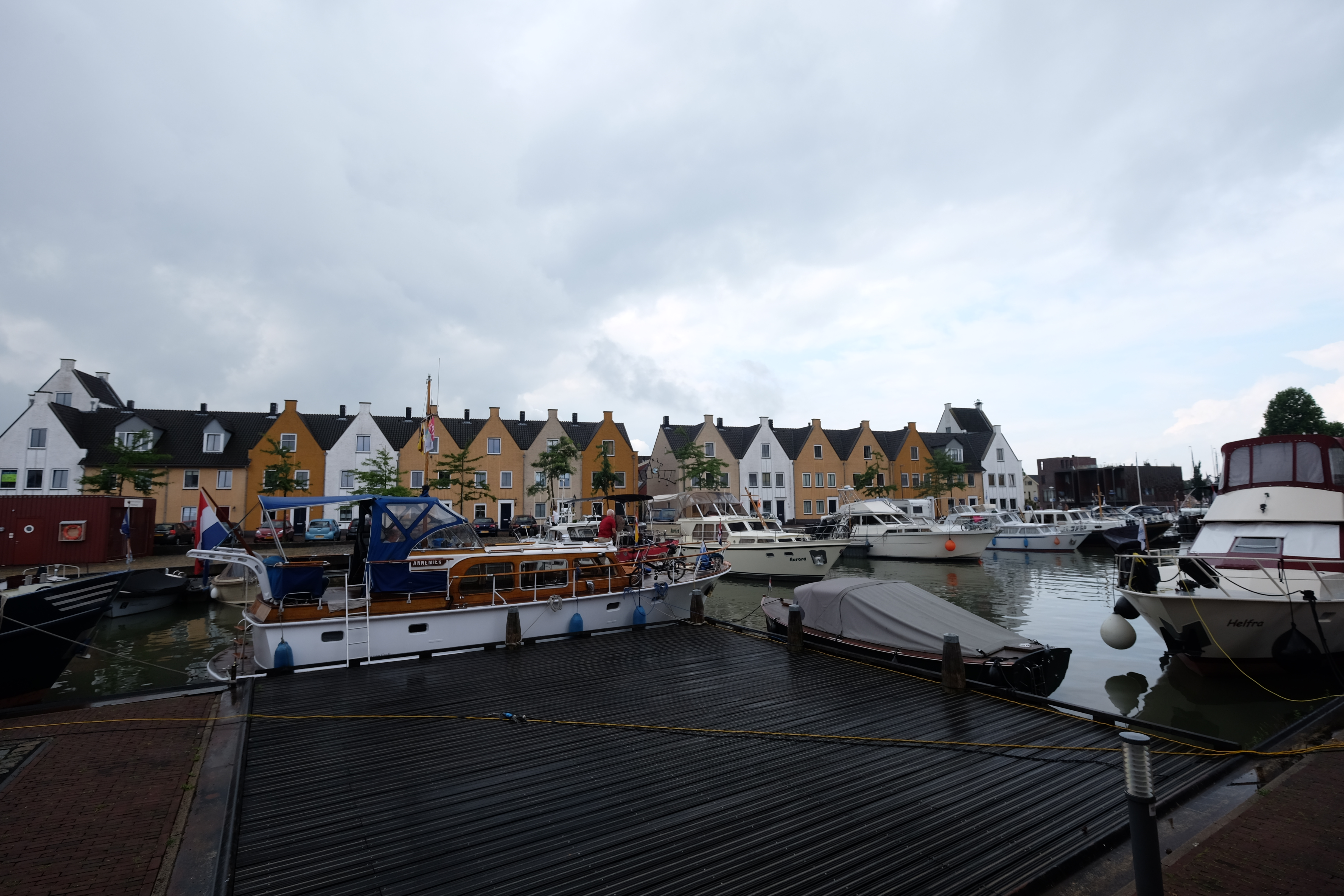
尼沃海恩市內的運河

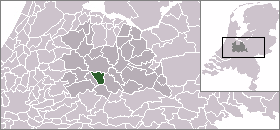

尼沃海恩（荷蘭語：Nieuwegein）是荷蘭的市镇，位於該國中部，距離首府烏德勒支7公里，由烏德勒支省負責管轄，面積25.68平方公里，2012年人口60,712，人口密度為每平方公里2,364人。

## 外部連結
- Official website （页面存档备份，存于）
- Civilian news